# Orbinia glebushki
Orbinia glebushki är en ringmaskart som beskrevs av Averincev 1990. Orbinia glebushki ingår i släktet Orbinia och familjen Orbiniidae. Inga underarter finns listade i Catalogue of Life.